# Соріано
Соріано (ісп. Villa Soriano) — уругвайське містечко, розміщене в однойменному департаменті. За переписом населення в 2004 році тут проживало 1184 жителів. Містечко було столицею департаменту Соріано до 6 липня 1857 року.

## Історія
Містечко було засновано як поселення францисканців у 1624 році і носило назву Санто-Домінґо-де-Соріано. Таким чином Соріано є одним із найдавніших європейських поселень на території Уругваю.

## Туризм
В Соріано туристів найбільше приваблюють:
- Церква, яка почала будуватися у 1751 році
- Цвинтар поч. ХХ ст
- Річковий порт на гирлі Ріо-Неґро
- Музей Марфетанів поруч із кемпінгом

## Демографія
| Рік  | Населення | Джерело           |
| ---- | --------- | ----------------- |
| 1963 | 1 038     | офіційний перепис |
| 1975 | 1 120     | офіційний перепис |
| 1985 | 1 068     | офіційний перепис |
| 1996 | 1 075     | офіційний перепис |
| 2004 | 1 184     | офіційний перепис |
| 2008 | 1 619     | припущення        |